# Коту-луй-Іван
Коту-луй-Іван (рум. Cotu lui Ivan) — село у повіті Ясси в Румунії. Входить до складу комуни Голеєшть.
Село розташоване на відстані 337 км на північ від Бухареста, 13 км на північ від Ясс.

## Населення
За даними перепису населення 2002 року у селі проживали 416 осіб, усі — румуни. Усі жителі села рідною мовою назвали румунську.